# Saramacia aurilimbata
Saramacia aurilimbata is een hooiwagen uit de familie Manaosbiidae.